# State Oil Company of Azerbaijan Republic
Die State Oil Company of Azerbaijan Republic (SOCAR, aserbaidschanisch Azərbaycan Respublikası Dövlət Neft Şirkəti, ARDNS ‚Staatliche Energiegesellschaft der Republik Aserbaidschan‘) ist ein aserbaidschanisches Unternehmen mit Firmensitz in Baku. Das Unternehmen ist in der Erdöl- und Erdgaswirtschaft tätig. Präsident von SOCAR ist seit 9. Dezember 2005 Rövnəq Abdullayev.

## Tätigkeitsfelder von SOCAR

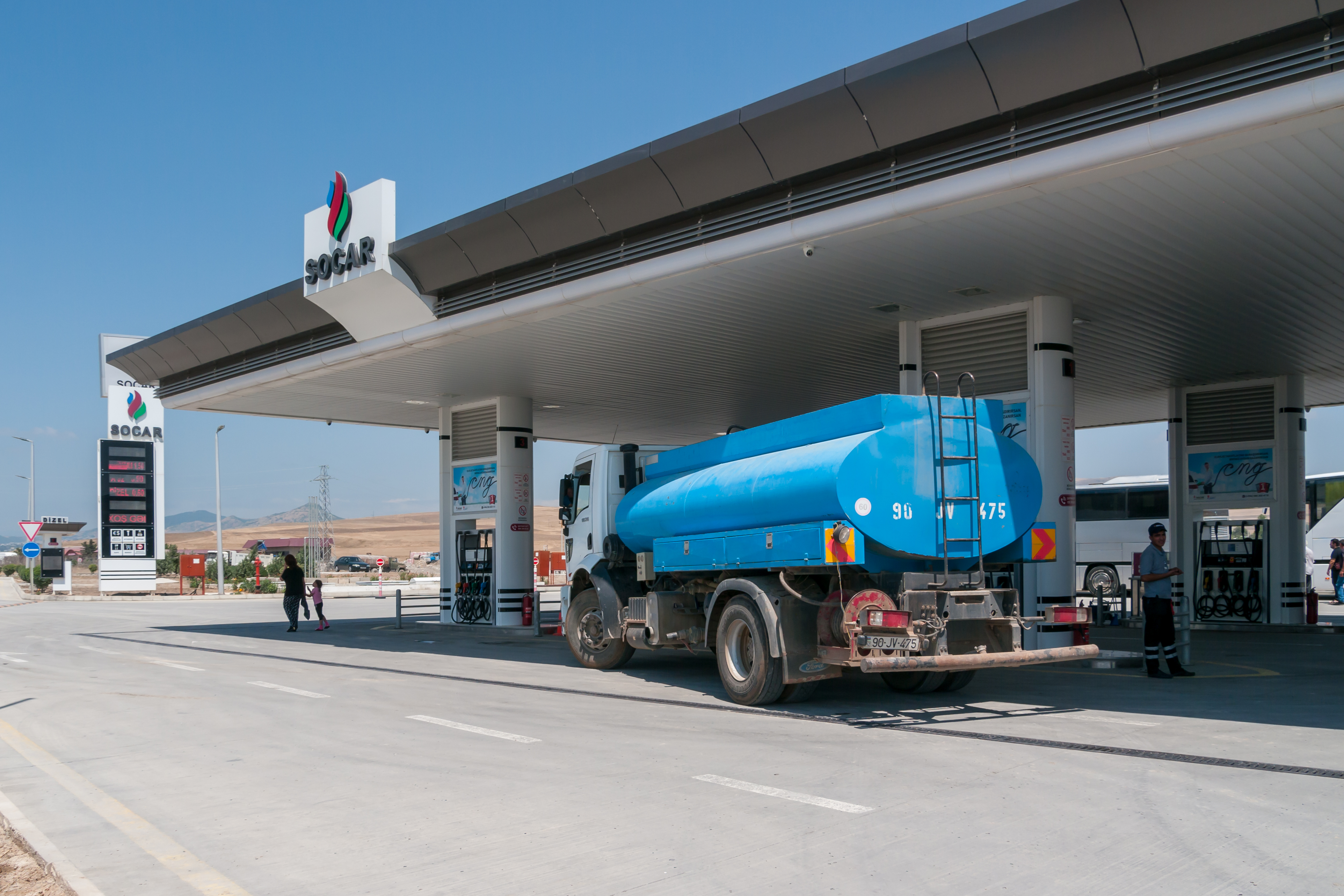
Socar-Tankstelle in Aserbaidschan

Erstes Ziel von SOCAR ist gemäß eigener Aussage, die Nachfrage von Aserbaidschan nach Öl, Gas und Kohlenwasserstoff-Produkten zu decken.
Das Unternehmen entstand im September 1992 durch die Fusion der staatlichen Mineralölunternehmen Azerineft und Azneftkimiya. Über zahlreiche Tochtergesellschaften und Beteiligungen betätigt sich SOCAR in der Förderung von Erdöl und -gas, dem Betrieb der beiden Ölraffinerien Aserbaidschans sowie der Vermarktung der geförderten und verarbeiteten Produkte. SOCAR hält Anteile an der Baku-Tiflis-Ceyhan-, der Baku–Supsa Pipeline und der Südkaukasus-Pipeline.
Heute besteht SOCAR aus einer Vielzahl von Vertriebslinien, die die verschiedenen Geschäftsfelder des Unternehmens abdecken. Sowohl die Suche, Exploration und Förderung von Öl- und Gasfeldern in Aserbaidschan als auch die Verarbeitung, Raffinerie und Produktion sowie Transport, Lieferung und Verkauf der Produkte auf in- und ausländischen Märkten sind die Tätigkeitsfelder von SOCAR. Unter der Leitung von SOCAR agieren drei Produktionsbereiche, zwei Ölraffinerien und eine Gasaufbereitungsanlage, eine Öltankerflotte, eine Tiefseeplattformenfabrik, zwei Trusts, eine Institution und 22 Subunternehmen als juristische Personen.
Nach einem Bericht von Handelszeitung gibt es über 75.000 Angestellte.

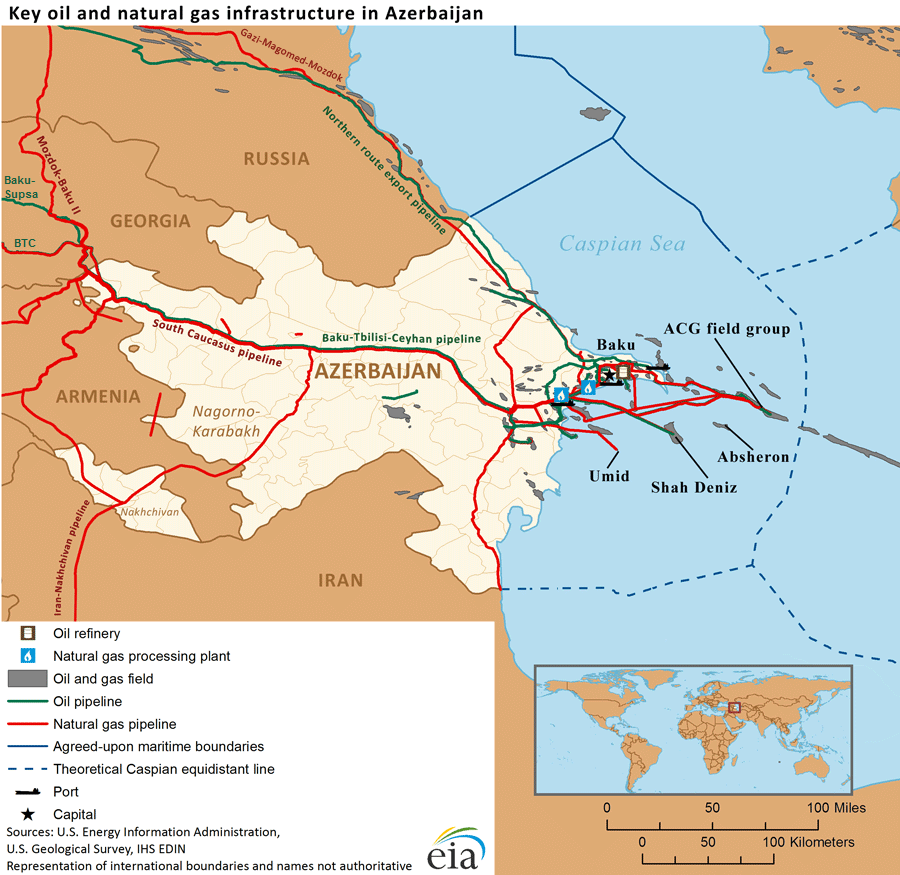
Erdöl- und Erdgasinfrastruktur in Aserbaidschan

Rund die Hälfte der Ölförderung von SOCAR entfällt auf das Ölfeld Guneshli (ehemals „Feld des 28. April“), das sich östlich der Abşeron-Halbinsel im kaspischen Meer befindet. Insgesamt verfügt SOCAR nach eigenen Angaben über 57 eigene Öl- und Gasförderstätten, davon 18 offshore. Zudem fungiert SOCAR innerhalb in Aserbaidschan tätiger internationaler Förderkonsortien als einheimischer Partner, etwa für die AIOC. Das Exportgeschäft von SOCAR deckte 2012 rund 95 Prozent des Staatshaushalts von Aserbaidschan in der Höhe von rund 18 Milliarden US-Dollar.

### SOCAR im Ausland
SOCAR ist vor allem im Ausland aktiv und dort insbesondere in der Schweiz. Rund drei Viertel des Umsatzes generiert SOCAR in der Schweiz (Stand: 2019). Im Allgemeinen hat SOCAR neben der Schweiz Repräsentanzen in Georgien, der Türkei, Rumänien, Österreich, Kasachstan, Großbritannien, Iran, Deutschland und der Ukraine, sowie Handelsunternehmen in der Schweiz, Singapur, Vietnam und in Nigeria. Im Nachbarstaat Georgien ist SOCAR Georgia Petroleum Ltd nach eigenen Angaben der größte Ölimporteur. Seit September 2009 unterhält SOCAR eine Repräsentanz in Frankfurt am Main.
In der Schweiz, über die SOCAR ihr Exportgeschäft abwickelt, tritt die SOCAR Energy Switzerland GmbH mit Sitz in Zürich mit modernisiertem Logo als Betreiber der früheren Esso-Tankstellen und als Hauptsponsor des Montreux Jazz Festival auf. Die SOCAR Trading SA mit Sitz in Genf betreibt das Exportgeschäft. SOCAR Schweiz beschäftigt per 2017 rund 800 Angestellte und 60 Lehrlinge, das Tankstellennetz umfasst per 2016 155 Stationen. 2018 hat Socar an 60 Tankstellen in der Schweiz ein Migrolino betrieben und bis 2023 soll ein flächendeckendes Netz für Wasserstofftankstellen realisiert werden. In Österreich wurde 2017 der Tankstellenbetreiber A1 sowie die im Mineralölhandel tätige Pronto Oil übernommen und infolge 2019 in Graz die erste offizielle SOCAR-Tankstelle – mit Nah&Frisch punkt – in Österreich eröffnet. In der Schweiz erfolgte der Markteintritt 2012.
SOCAR ist außerdem Sponsor der UEFA-Nationalmannschaftswettbewerbe, unter anderem für die Spiele der Qualifikation und Endrunde zur UEFA EURO 2016. Im Jahr 2021 beendete die UEFA allerdings „still und heimlich“ die Partnerschaft mit SOCAR, ohne die Öffentlichkeit darüber zu informieren, nachdem die Kritik am Sponsoring stärker geworden war.
Der große slowakische Energieversorger SPP gab im November 2024 eine Pilot-Vereinbarung mit SOCAR bekannt. Hintergrund ist, dass ab Ende 2024 kein Gas mehr durch die Transgas-Pipeline von Russland nach Mittel- und Westeuropa kommt.
Im Juni 2025 wurde bekannt gegeben, dass SOCAR eine 10%ige Beteiligung am israelischen Tamar-Gasfeld erworben hat, deren Wert auf 1,25 Mrd. USD geschätzt wird.

## Korruption und Kontroversen
SOCAR wird oft mit der in Aserbaidschan grassierenden Korruption in Verbindung gebracht. In einer Untersuchung der Antikorruptionspraktiken von 44 Erdölfirmen durch Transparency International belegte SOCAR 2011 den letzten Platz. Der Bundestagsabgeordnete und Mitglied der Parlamentarischen Versammlung des Europarats, Frank Schwabe, sieht in SOCAR ein „zentrales Steuerungsinstrument für die Außenpolitik und Sportpolitik des autoritären Präsidenten von Aserbaidschan“. Auch im Zuge von Enthüllungen um Lobbyismus und Korruption in Zusammenhang mit der Aserbaidschan-Affäre spielt SOCAR eine Rolle und gilt in Deutschland als „gut vernetzt“. Der Staatskonzern unterstützt unter anderem jährliche Symposien, die von der aserbaidschanischen Botschaft in Berlin und dem Verein Deutsch-Aserbaidschanisches Forum veranstaltet werden.
1997/1998 war die Regierung Aserbaidschans dabei, SOCAR zu privatisieren. Im Jahr 2009 wurden Frederic Bourke, Gründer des Modeunternehmens „Dooney & Bourke“, und der tschechische Finanzier Viktor Kožený von einem Gericht in Manhattan wegen der Zahlung von Bestechungsgeldern verurteilt. Die Geschworenen sahen es als erwiesen an, dass Bourke und Kožený dem ehemaligen Präsidenten von Aserbaidschan, Heydər Əliyev, seinem Sohn und damaligen ersten Vizepräsidenten von SOCAR, İlham Əliyev, und anderen aserbaidschanischen Regierungsvertretern Bestechungsgelder gezahlt hatten, um sie zu veranlassen, die Privatisierung von SOCAR zu Gunsten von Bourke und Kožený zu manipulieren. Bourke bestritt, von den Bestechungsgeldern gewusst zu haben, während Kožený zugab, aserbaidschanische Führer bestochen zu haben. Der Anklageschrift zufolge belief sich der Gesamtbetrag der Bestechungsgelder auf 11 Millionen US-Dollar.
Laut einem vertraulichen Ethikbericht finanzierte SOCAR im Jahr 2013 heimlich eine Reise zu einer Konferenz in Baku für zehn amerikanische Kongressabgeordnete und 32 ihrer Mitarbeiter. Drei ehemalige hochrangige Berater des damaligen Präsidenten Barack Obama traten bei der Veranstaltung als Redner auf. Die Abgeordneten und ihre Mitarbeiter erhielten die Reisekosten und Luxusgeschenke im Wert von Hunderttausenden von Dollar. Die Gelder in Höhe von 750.000 US-Dollar soll SOCAR durch gemeinnützige Unternehmen mit Sitz in den Vereinigten Staaten geschleust haben, um die Herkunft der Geldmittel zu verschleiern. Die an der Reise teilnehmenden Kongress-Mitglieder gaben später an, nicht gewusst zu haben, dass die Reise von SOCAR finanziert worden sei. SOCAR selbst erklärte, dass ihr Sponsoring nie geheim gewesen sei.
2017 wurde bekannt, dass SOCAR 2012 illegale Zahlungen in Höhe von insgesamt 28.000 Euro an den CDU-Kreisverband Frankfurt getätigt hatte. Die Partei verstieß durch Annahme der Spenden gegen das Parteiengesetz, da Unternehmensspenden aus dem Nicht-EU-Ausland verboten sind. Der Fall führte unter Ausschluss der Öffentlichkeit zu einem jahrelangen Rechtsstreit mit der Bundestagsverwaltung.
SOCAR ist zudem Teil von Korruptionsenthüllungen, die im Oktober 2017 zur Ermordung der maltesischen Investigativjournalistin Daphne Caruana Galizia führten. Der maltesische SOCAR-Chef sitzt im Zusammenhang mit dem Mord als Hauptverdächtiger in Untersuchungshaft.
2018 wurde bekannt, dass SOCAR im Jahr 2014 eine umstrittene Spende in Höhe von 3.000 Euro an den Sportverein „TuS Dexheim“ zahlte. Organisiert wurde die Spende vom damaligen Bürgermeister von Oppenheim und ehemaligen SPD-Bundestagsabgeordneten Marcus Held.
2020 geriet SOCAR in die Kritik, nachdem es im Zuge des 44-tägigen Bergkarabach-Krieges zwischen Armenien und Aserbaidschan öffentlich Kriegspropaganda gegen Armenien im Sinne des aserbaidschanischen Regimes betrieben hatte.
Im April 2021 wies ein Schweizer Gericht eine Klage von SOCAR ab, mit dem Aserbaidschans Staatsunternehmen versuchte, die Weitergabe von Bankinformationen an die lettische Polizei zu verhindern. Lettland untersucht verdächtige Zahlungen in Höhe von rund 28 Millionen Euro durch aserbaidschanisch kontrollierte Briefkastenfirmen, die im Zusammenhang mit einem Abkommen zwischen der maltesischen Regierung und SOCAR stehen. Das Abkommen wurde im Rahmen der investigativen Recherchen der ermordeten Journalistin Daphne Caruana Galizia publik. Die lettischen Behörden konnten erzwingen, dass Schweizer Banken entsprechende Informationen über SOCAR in Zusammenhang mit der Untersuchung eines internationalen Geldwäscheskandals herausgeben müssen.